# Партія національної оборони (Палестина)
Партія національної оборони (араб. حزب الدفاع الوطني Ḥizb al-Difāʿ al-Waṭanī) — партія, заснована Рагибом ан-Нашашібі в Підмандатній Палестині у грудні 1934 року.
Партія вважалася менш екстремальною, ніж більш популярна Палестинська арабська партія. Її програма закликала до незалежної Палестини з арабською більшістю та відкидання Декларації Бальфура. Партія була представлена в першому Арабському вищому комітеті 26 квітня 1936 році, але вийшла з нього на початку липня 1937 року . Їй удалося уникнути заборони, тоді як усі інші палестинські арабські націоналістичні партії були придушені владою, починаючи з жовтня 1937 року. Партія активно допомагала британцям під час арабського повстання і вважалася колаборантами, на її членів здійснювалися напади й убивства. Другий Вищий арабський комітет намагався виключити членів партії з палестинської арабської делегації на конференції за круглим столом 1939 року. Було досягнуто компромісу, і Рагиб ан-Нашашібі та його колега приєдналися до конференції через два дні після її початку.
Партія національної оборони була першою палестинською політичною партією, яка оголосила про прийняття Білої книги 1939 року.

## Виноски
1. ↑  Cohen, Aharon (1970) Israel and the Arab World. W.H. Allen. ISBN 0-491-00003-0. p.206
2. ↑  Kabahā, 2014, с. 11.
3. ↑  A Survey of Palestine — prepared in December 1945 and January 1946 for the information of the Anglo-American Committee of Inquiry. Reprinted 1991 by the Institute of Palestine Studies, Washington. Volume II. ISBN 0-88728-214-8. p.948,949